# Николаевский вестник
Никола́евский ве́стник — общественная и политическо-литературная газета, издававшаяся в Николаеве с 1865 года по 1885 год.

## История
Газета «Николаевский вестник» выходила в Николаеве с 1865 года по 1885 год, сначала 2 раза, с 1872 года — 3 раза в неделю, с 1884 года — ежедневно.
Газета отражала интересы крупной торговой буржуазии. «Николаевский вестник» призывал к расширению сухопутной и морской торговли, добивался увеличения удельного веса Николаевского морского порта в общей торговле на юге России. Издание давало ценный статистический и документальный материал по истории развития морского порта и торговли на Черном море.

## Издатели-редакторы
- 1865—1872 — Е. С. Павловский
- 1872—1879 — В. М. Краевский
- 1879—1885 — А. Н. Юрковский